# Josef Kočandrle
Josef Kočandrle (9. května 1890 – 11. června 1941) byl československý politik a meziválečný poslanec Národního shromáždění za Republikánskou stranu zemědělského a malorolnického lidu (agrárníky).

## Biografie

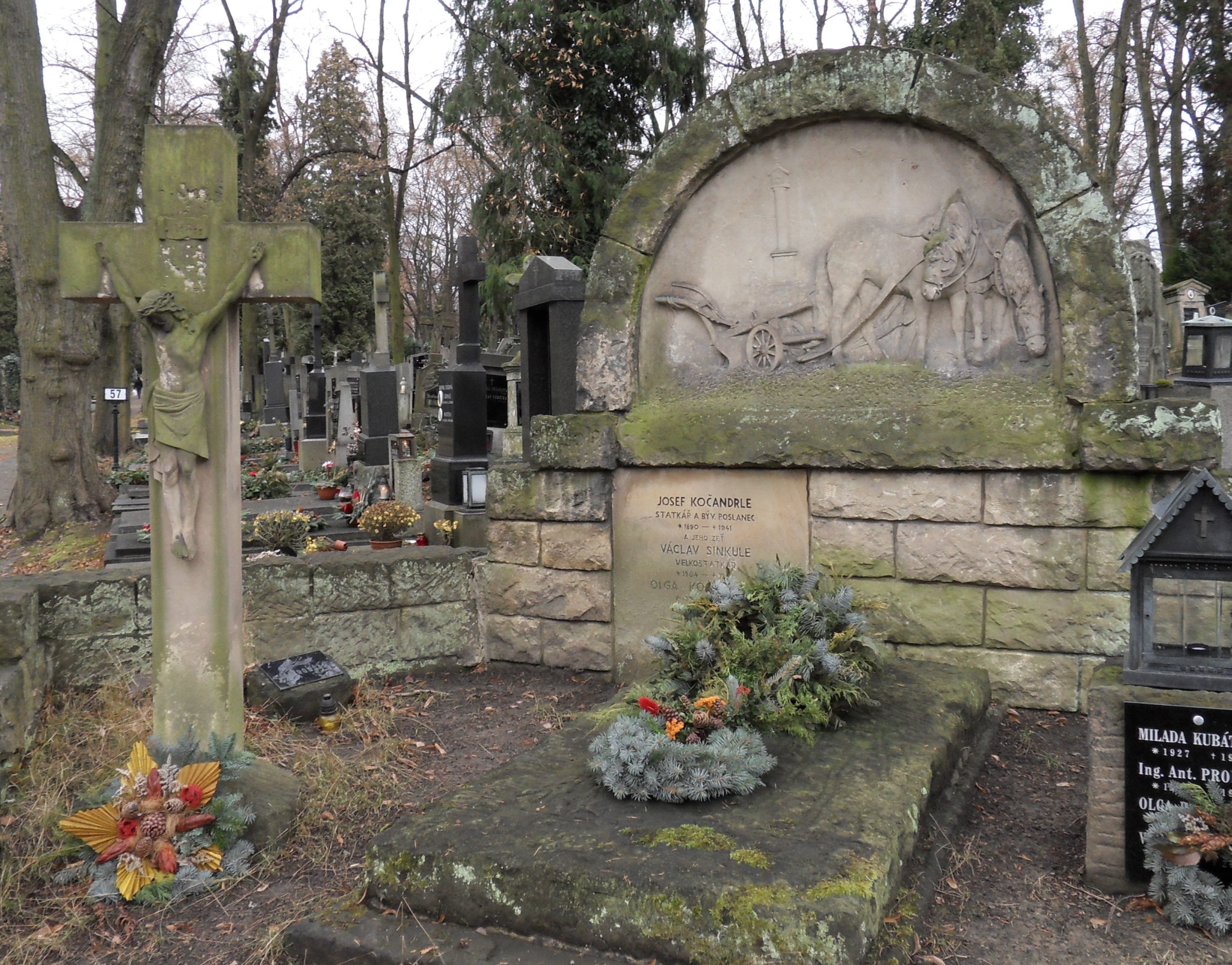
Hrob Josefa Kočandrle na plzeňském Ústředním hřbitově

Profesí byl rolníkem. Podle údajů z roku 1935 bydlel v Lobzích v Plzni.
V parlamentních volbách v roce 1929 byl za Republikánskou stranu zemědělského a malorolnického lidu (agrárníky) zvolen do Národního shromáždění. Mandát pak obhájil v parlamentních volbách v roce 1935. Poslanecké křeslo si oficiálně podržel do zrušení parlamentu roku 1939, přičemž ještě v prosinci 1938 přestoupil do poslaneckého klubu nově utvořené Strany národní jednoty.